# Abdułła Dżabraiłow
Abdułła Dżabraiłow (ur. 16 marca 1982) – kazachski zapaśnik walczący w stylu klasycznym, Czeczen z pochodzenia. Dwukrotny uczestnik mistrzostw świata, szesnasty w 2005. Zdobył dwa złote medale na mistrzostwach Azji, w 2003 i 2004. Drugi w Pucharze Świata w 2003. Pierwszy w Pucharze Azji w 2003. Brązowy medalista igrzysk Azji Wschodniej w 2001. Wicemistrz Igrzysk Młodzieży w 1998 roku.